# 韦兰 (艾奥瓦州)
韋蘭（英語：Wayland）是一個位於美國愛荷華州亨利縣的城市。

## 地理
韋蘭的座標為41°08′51″N 93°39′35″W / 41.14750°N 93.65972°W，而該地的平均海拔高度為223米（即732英尺）。

## 人口
根據2010年美國人口普查的數據，韋蘭的面積為2.62平方千米，當中陸地面積為2.62平方千米，而水域面積為0.00平方千米。當地共有人口966人，而人口密度為每平方千米368人。